# Simulium rappae
Simulium rappae es una especie de insecto del género Simulium, familia Simuliidae, orden Diptera.
Fue descrita científicamente por Py-Daniel & Coscaron, 1982.